# Bertus Caldenhove
Bernardus Joannes „Bertus” Caldenhove (ur. 19 stycznia 1914 w Amsterdamie, zm. 30 lipca 1983 tamże) – holenderski piłkarz występujący na pozycji obrońcy. Grał w drużynie AFC DWS. Był powołany do kadry reprezentacji Holandii na mistrzostwa świata w 1938. Ogółem w drużynie narodowej rozegrał 25 meczów.